# Alan North
Alan North (New York, 23 dicembre 1920 – Port Jefferson, 19 gennaio 2000) è stato un attore statunitense.

## Biografia
Alan North nacque nel Bronx il 23 dicembre 1920 e durante la seconda guerra mondiale prestò servizio nella United States Navy. Entrò nel mondo dello spettacolo inizialmente come 	
direttore di scena, poi divenne il presentatore di un gioco televisivo trasmesso prima e dopo le partite dei Baltimore Orioles. Il suo debutto a Broadway risale al 1955 con il musical Plain and Fancy. Dopo una carriera lunga più di cinquant'anni, morì il 19 gennaio 2000 all'età di 79 anni a causa di un cancro ai reni e ai polmoni in un ospedale vicino alla sua casa di Port Jefferson. Gli sopravvissero la moglie June e le due figlie Alexandra e Victoria.

## Filmografia

### Cinema
- Unholy Matrimony, regia di Arthur John (1966) - non accreditato
- Appartamento al Plaza (Plaza Suite), regia di Arthur Hiller (1971)
- Bordellet, regia di Ole Ege (1972)
- Serpico, regia di Sidney Lumet (1973)
- ...e giustizia per tutti (...And Justice for All), regia di Norman Jewison (1979)
- La formula (The Formula), regia di John G. Avildsen (1980)
- Ladro di donne (Thief of Hearts), regia di Douglas Day Stewart (1984)
- Highlander - L'ultimo immortale (Highlander), regia di Russell Mulcahy (1986)
- Quarto protocollo (The Fourth Protocol), regia di John Mackenzie (1987)
- Rachel River, regia di Sandy Smolan (1987)
- Conta su di me (Lean on Me), regia di John G. Avildsen (1989)
- Non guardarmi: non ti sento (See No Evil, Hear No Evil), regia di Arthur Hiller (1989)
- Con la morte non si scherza (Penn & Teller Get Killed), regia di Arthur Penn (1989)
- Glory - Uomini di gloria (Glory), regia di Edward Zwick (1989)
- Pubblifollia - A New York qualcuno impazzisce (Crazy People), regia di Tony Bill (1990)
- Un pezzo da 20 (Twenty Bucks), regia di Keva Rosenfeld (1993)
- Gangster per gioco (The Jerky Boys), regia di James Melkonian (1995)
- Cafe Society, regia di Raymond De Felitta (1995)
- Spy (The Long Kiss Goodnight), regia di Renny Harlin (1996)
- I'm Not Rappaport, regia di Herb Gardner (1996)
- Abilene, regia di Joe Camp III (1999)
- I'll Take You There, regia di Adrienne Shelly (1999)

### Televisione
- The Mercer Girls - film TV (1953)
- The Big Story - serie TV, episodio 8x6 (1956)
- NET Playhouse - serie TV, 1 episodio (1968)
- Hockey violento (The Deadliest Season), regia di Robert Markowitz - film TV (1977)
- Con affetto, tuo Sidney (Love, Sidney) - serie TV, 18 episodi (1981-1982)
- Muggable Mary, Street Cop, regia di Sandor Stern - film TV (1982)
- Quelli della pallottola spuntata (Police Squad!) - 6 episodi (1982)
- Il principe delle stelle (The Powers of Matthew Star) - serie TV, episodio 1x4 (1982)
- Hill Street giorno e notte (Hill Street Blues) - serie TV, episodi 2x17-4x18 (1982-1984)
- Trackdown: Finding the Goodbar Killer, regia di Bill Persky - film TV (1983)
- ABC Afterschool Specials - serie TV, episodio 12x2 (1983)
- Bravo Dick (Newhart) - serie TV, episodio 2x19 (1984)
- Destini (Another World) - serie TV (1984-1989)
- I Robinson (The Cosby Show) - serie TV, episodio 1x19 (1985)
- ABC Weekend Specials - serie TV, episodio 9x1 (1985)
- Kate e Allie (Kate & Allie) - serie TV, episodi 2x17-2x18-3x2 (1985)
- L'esecuzione... una storia vera (Act of Vengeance), regia di John Mackenzie - film TV (1986)
- Tough Cookies - serie TV, 6 episodi (1986)
- Liberty, regia di Richard C. Sarafian - film TV (1986)
- Spenser (Spenser: For Hire) - serie TV, episodio 2x3 (1986)
- American Playhouse - serie TV, episodi 3x14-7x8 (1984-1986)
- Disneyland - serie TV, episodio 31x11 (1986)
- Bennett Brothers, regia di Will Mackenzie - film TV (1987)
- Everything's Relative - serie TV, episodio 1x5 (1987)
- La contropartita (Clinton and Nadine), regia di Jerry Schatzberg - film TV (1988)
- Sentieri (The Guiding Light) - serie TV (1988)
- Kojak: It's Always Something, regia di Richard Compton - film TV (1990)
- Eyes of a Witness, regia di Calvin Skaggs - film TV (1991)
- Darrow, regia di John David Coles - film TV (1991)
- Law & Order - I due volti della giustizia (Law & Order) - serie TV, episodi 1x20-3x9-9x13 (1991-1999)
- Lincoln and the War Within, regia di Peter R. Hunt - film TV (1992)
- Queen - miniserie TV (1993)
- Family Album - serie TV, 6 episodi (1993)

## Doppiatori italiani
Nelle versioni in italiano dei suoi film, Alan North è stato doppiato da:
- Sandro Sardone in Non guardarmi: non ti sento, Spy
- Renato Mori ne La formula
- Luciano De Ambrosis in Highlander - L'ultimo immortale
- Rino Bolognesi in Quelli della pallottola spuntata
- Giovanni Battezzato in Sentieri
- Manlio Guardabassi in Glory - Uomini di gloria
- Marcello Tusco in Law & Order - I due volti della giustizia (ep. 3x09)